# Alba (partito politico)
Alba è un partito politico nazionalista e indipendentista scozzese con sede in Edimburgo.

## Storia
Il partito è stato fondato dall'ex produttore televisivo Laurie Flynn e la campagna per le elezioni parlamentari in Scozia del 2021 è stata inaugurata dall'ex Primo ministro scozzese Alex Salmond il 26 marzo 2021.
Il partito ha annunciato la propria intenzione di presentare candidati nelle liste regionali alle elezioni parlamentari del 2021, ottenendo però l'1,7% dei voti e non riuscendo ad eleggere parlamentari; due deputati alla Camera dei comuni sono passati dal Partito Nazionale Scozzese ad Alba il 27 marzo 2021, ma nessun deputato di Alba è poi stato eletto alle successive elezioni generali del 2024.

## Risultati elettorali
| Elezione          | Voti   | Seggi   |
| ----------------- | ------ | ------- |
| Parlamentari 2021 | 44 913 | 0 / 129 |